# Faÿ-lès-Nemours
Faÿ-lès-Nemours är en kommun i departementet Seine-et-Marne i regionen Île-de-France i norra Frankrike. Kommunen ligger i kantonen Nemours som tillhör arrondissementet Fontainebleau. År 2022 hade Faÿ-lès-Nemours 498 invånare.

## Befolkningsutveckling
Antalet invånare i kommunen Faÿ-lès-Nemours
| Referens: INSEE |